# Burg Rieden (Baden-Württemberg)
Die Burg Rieden, auch Schlösschen genannt, ist eine ehemalige Burg oder auch Schlösschen an der Stelle des heutigen Pfarrhauses in Rieden (Klostergasse 6 bis 8), einem Ortsteil der Gemeinde Rosengarten im Landkreis Schwäbisch Hall in Baden-Württemberg.
Die Burg der Ritteradeligen Senft von Sulburg wurde Ende 15. Jahrhunderts erbaut und 1490 erwähnt.
Das Schloss von Rieden gehörte 1572 Rudolf Christoph Senft, einem Angehörigen des weitverzweigten Stadtadelsgeschlechtes aus Schwäbisch Hall, der Senft von Sulburg, einem Zweig der Sulmeister von Hall, die eines der Urgeschlechter des Haller Stadtadels waren.
1618 wurde das Schlösschen an die Stadt Hall verkauft. 1786 wurde das Schlösschen durch Sturm beschädigt und danach wieder aufgebaut. Heute befindet sich an dieser Stelle das Pfarrhaus der evangelischen Kirchengemeinde Rieden.